# Ахаронов-Бомов ефекат
Ахаронов-Бомов ефекат је квантно-механички ефекат којим је потврђено да су електродинамички потенцијали и квантно опсервабилне величине, тј. да поред класичних, постоје и квантни ефекти који су узроковани постојањем тих потенцијала и који се могу мерити. Ахаронов-Бомовим ефектом је показано да су неки од електродинамичких потенцијала различити од нуле и у делу простора где су магнетно и електрично поље једнаки нули.
Ахаронов-Бомов ефекат је осмишљен као поставка у којој би се електрон кретао по путањи нормалној на бесконачно дугачак соленоид задатог полупречника. Магнетно поље које индукује овакав соленоид има ненулту вредност само унутар соленоида, тако да то поље не би деловало на кретање електрона који се налази ван соленоида. Да би то било могуће у квантно-механичком посматрању, закључено је да флукс електро-магнетног поља кроз соленоид мора бити квантован.
Ефекат су 1959. године теоријски предложили научници Јакир Ахаронов и Дејвид Бом, а Роберт Чамберс га је и експериментално извео 1960. године.

## Значај електродинамичких потенцијала
У Максвеловим једначинама које на класичан начин потпуно и јединствено описују електрично и магнетно поље, фигуришу поља, а скаларни и векторски потенцијали се могу додатно и неједнозначно увести како би се систем једначина поједноставио. До почетка 20. века веровало се да су потенцијали уведени само математички с наменом да олакшају рачун. Међутим, када је заснована квантна механика и када су у Шредингеровој једначини уместо поља фигурисали потенцијали, питање њиховог физичког значања је почело поново да се разматра.
Експеримент који су 1959. представили Ахаронов и Бом имао је за циљ да испита да ли је фундаменталнији опис система преко поља или преко потенцијала.

## Примена
Ахаронов-Бомов ефекат имао је велики допринос у разумевању квантне природе, а показао је и значај електродинамичких потенцијала, посебно њихов значај у квантној механици. Иако је годинама ефекат био споран и многи научници су покушавали да га оповргну, он се и савременим мерењима показао тачним. Један од савремених доказа тог ефекта су и експерименти квантовања флукса у суперпроводнику и Џозефсоновом чвору.